# Paolo Boringhieri
Paolo Boringhieri (Torino, 4 luglio 1921 – Torino, 16 agosto 2006) è stato un editore italiano, di origine svizzera.

## Biografia

### Formazione e primi anni all'Einaudi
Paolo Boringhieri è il quarto figlio di Giacomo Boringhieri e Dora Schütz, entrambi di origine svizzera. Il padre, che fu console di Svizzera a Torino, era stato chiamato in città dallo zio Nicola per subentrare alla conduzione del birrificio di famiglia. Paolo dal 1932 al 1940 frequenta il Liceo ginnasio d’Azeglio, il celebre liceo torinese fucina di antifascisti e intellettuali. Grazie a suo fratello Gustavo, di nove anni più vecchio, allievo del professor Augusto Monti, conosce alcuni suoi compagni di scuola come Massimo Mila, Felice Balbo, Alessandro Fè d'Ostiani. Dopo il liceo si iscrive al Politecnico, che lascerà però prima della laurea. Dopo l'otto settembre 1943 partecipa alla Resistenza, sia aiutando la Resistenza in montagna e tentando, con l'amico Plinio Pinna Pintor, di creare un nucleo partigiano in Val d'Ayas, sia costituendo insieme ad altri universitari la Gioventù d'Azione a Torino, con cui svolge fino alla fine della guerra attività clandestina di redazione, diffusione e stampa di fogli antifascisti. Si lega per un breve periodo al partito della Sinistra cristiana, guidato da Franco Rodano e da Felice Balbo, con cui stringe un'amicizia che durerà fino alla morte di quest'ultimo nel 1964. Il partito, che teorizzava una particolare forma di integrazione fra cristianesimo e marxismo, basata sulla più totale autonomia reciproca, non ebbe fortuna politica e si sciolse quasi subito nel '45.
Dopo una breve esperienza di lavoro in fabbrica, nel 1949 Felice Balbo lo presenta a Giulio Einaudi, che lo assume in casa editrice e gli affida le collane scientifiche. Nel 1951 la Biblioteca di cultura scientifica, o azzurra (di fisica, matematica, biologia, storia della scienza), la Collezione di studi religiosi, etnologici e psicologici, o viola, fondata da Cesare Pavese ed Ernesto de Martino, la Biblioteca di cultura economica, o marrone, i Testi per operai  e i Manuali confluiscono nelle Edizioni Scientifiche Einaudi, di cui Boringhieri diviene il direttore, sedendo in questa veste alle riunioni del consiglio editoriale del mercoledì. L'ESE pubblica in questi anni molti autori capitali del pensiero scientifico, da Albert Einstein a Enrico Fermi, da Sigmund Freud a Max Planck.

### La nascita e il primo decennio della casa editrice
Nel 1957, per far fronte a una crisi finanziaria, Einaudi propone a Boringhieri di acquistare l'ESE, con i suoi circa centocinquanta titoli in catalogo. Giulio Einaudi, raccontando la gravità di quel momento, descriverà quell'operazione come "amputarsi una gamba". Il 1º aprile segna la nascita della Editore Boringhieri S.p.A., e il simbolo rinascimentale del celum stellatum (senza dittongo, è latino rinascimentale) ne diviene il simbolo.
Il primo catalogo della casa editrice, del 1960, accanto ai titoli pubblicati fino al marzo 1957 ne propone altri novantatré. Alle collane rilevate da Einaudi si aggiungono subito i Classici della scienza, una serie presto interrotta di volumi preziosi rilegati inaugurata dai Discorsi e dimostrazioni matematiche intorno a due nuove scienze di Galileo (a cura di Ludovico Geymonat), i Testi della fisica contemporanea e l'Enciclopedia di autori classici, diretta dall'amico filosofo Giorgio Colli, che cominciando con Schopenhauer come educatore di Nietzsche proseguirà per 90 volumi fino al 1967. 
Seguiranno nel decennio successivo collane come le Edizioni universitarie, i Saggi, le Lezioni e seminari.
Nel 1965 è inaugurata l'Universale Scientifica Boringhieri, la collana economica che propone l'alta divulgazione scientifica a prezzi contenuti. Sono libri agili, in brossura, con una copertina moderna disegnata da Enzo Mari: la scienza alla portata di tutti. L'USB si rivelerà una delle operazioni più riuscite della Boringhieri, con 243 titoli in catalogo nel 1986. A rappresentare i due filoni più fondanti della casa editrice, la fisica e la psicoanalisi, la collana esordisce con la riedizione de L'evoluzione della fisica di Einstein e Infeld (un ininterrotto successo editoriale dalla sua prima uscita nel 1948) e con uno dei più noti e brillanti libri di Sigmund Freud, la Psicopatologia della vita quotidiana, tradotta sotto pseudonimo dallo stesso Boringhieri.
Aprire la cultura italiana alla scienza, proponendola nelle sue espressioni più alte e non in alternativa ma accanto alle discipline umanistiche: questo il progetto della casa editrice. Ad esso contribuisce nel corso degli anni un gruppo di consulenti d'eccezione, come il fisico Luigi Radicati di Brozolo, il biologo Giorgio Segre, il matematico Edoardo Vesentini, l'economista Claudio Napoleoni, il filosofo Vittorio Somenzi, il poeta e storico della Chiesa Michele Ranchetti, suo principale consulente dalla metà degli anni Sessanta.
Nel 1961 il matrimonio con Eleonora di Suni, da cui nascono Giulia e Gavino.

### Le opere di Freud e Jung
Dopo ben otto anni di gestazione, finalmente nel 1966 Paolo Boringhieri inaugura la monumentale edizione delle Opere di Sigmund Freud con L'Interpretazione dei sogni nella traduzione dello psicoanalista Elvio Fachinelli e di sua moglie Herma Trettl. Questa impresa, condotta sotto la direzione scientifica di Cesare Musatti, pur costituendo per la Casa un gravosissimo impegno in termini di risorse economiche e organizzative, rappresenta la definitiva consacrazione del suo prestigio culturale anche in ambito internazionale.
Qualche anno dopo, nel 1969, è avviata l'edizione in 19 volumi delle Opere di C.G. Jung, a cura di Luigi Aurigemma. 
Nel corso degli anni Settanta la casa editrice prosegue nei progetti avviati e nel potenziamento delle collane di punta: i Testi e Manuali della scienza contemporanea che accanto alle tradizionali serie di matematica, fisica, chimica, biologia ecc. accolgono le ultime frontiere della filosofia e della scienza nelle serie di logica e matematica, di informatica e cibernetica e di linguistica; il Programma di matematica, fisica ed elettronica diretto da Luigi Radicati e inaugurato da Landau e Lifsic, Meccanica quantistica; il Programma di Psicologia Psichiatria Psicopatologia diretto da Pierfrancesco Galli. Oltre ai saggi e ai grandi classici del pensiero (soprattutto) scientifico, la Boringhieri si specializza in testi destinati al mondo universitario. 
Il 1980 vede concludersi con il dodicesimo volume, gli Indici, le Opere di Sigmund Freud, a cui si aggiungono le opere di Karl Abraham e Anna Freud. Accanto alla prosecuzione e all'allargamento degli ambiti tradizionali della casa editrice, con la creazione nel 1975 della Biblioteca Boringhieri  che propone in piccoli volumetti tascabili di mille lire l'uno singoli testi brevi di psicoanalisi e religioni orientali, e della Superuniversale, gli anni Ottanta segnano l'avvio di alcune collane nuove, come Società antiche e Lectio, con cui la casa editrice si apre maggiormente alle scienze umane.

### Gli ultimi anni
Nel Catalogo generale 1986 la Boringhieri si presenta con circa 760 titoli vivi e la convinzione di essere riuscita a perseguire per trent'anni lo scopo che ne ispirò la fondazione: "fare un'editoria tesa a rendere il sapere scientifico, le grandi idee della scienza moderna, parte integrante del bagaglio intellettuale delle persone colte". Ma la crisi generale dell'editoria di tipo tradizionale, e la necessità di approntare strumenti nuovi per i nuovi tempi, inducono Paolo Boringhieri a cercare un rafforzamento della casa editrice. Nel marzo del 1987 vende la maggioranza delle quote azionarie a Romilda Bollati di Saint Pierre; il fratello Giulio Bollati diventa amministratore delegato e muta il nome della casa editrice in Bollati Boringhieri. 
Paolo Boringhieri si ritira dall'editoria e si dedica a tempo pieno alla sua seconda passione, la ricerca storica sulle famiglie dell'Engadina (la valle grigionese da cui venivano i suoi avi), che racconta in maniera minuziosa dal Duecento a oggi.
Il 16 agosto 2006, a 85 anni, muore a Torino nella sua casa di via Po.